# Kolba miarowa

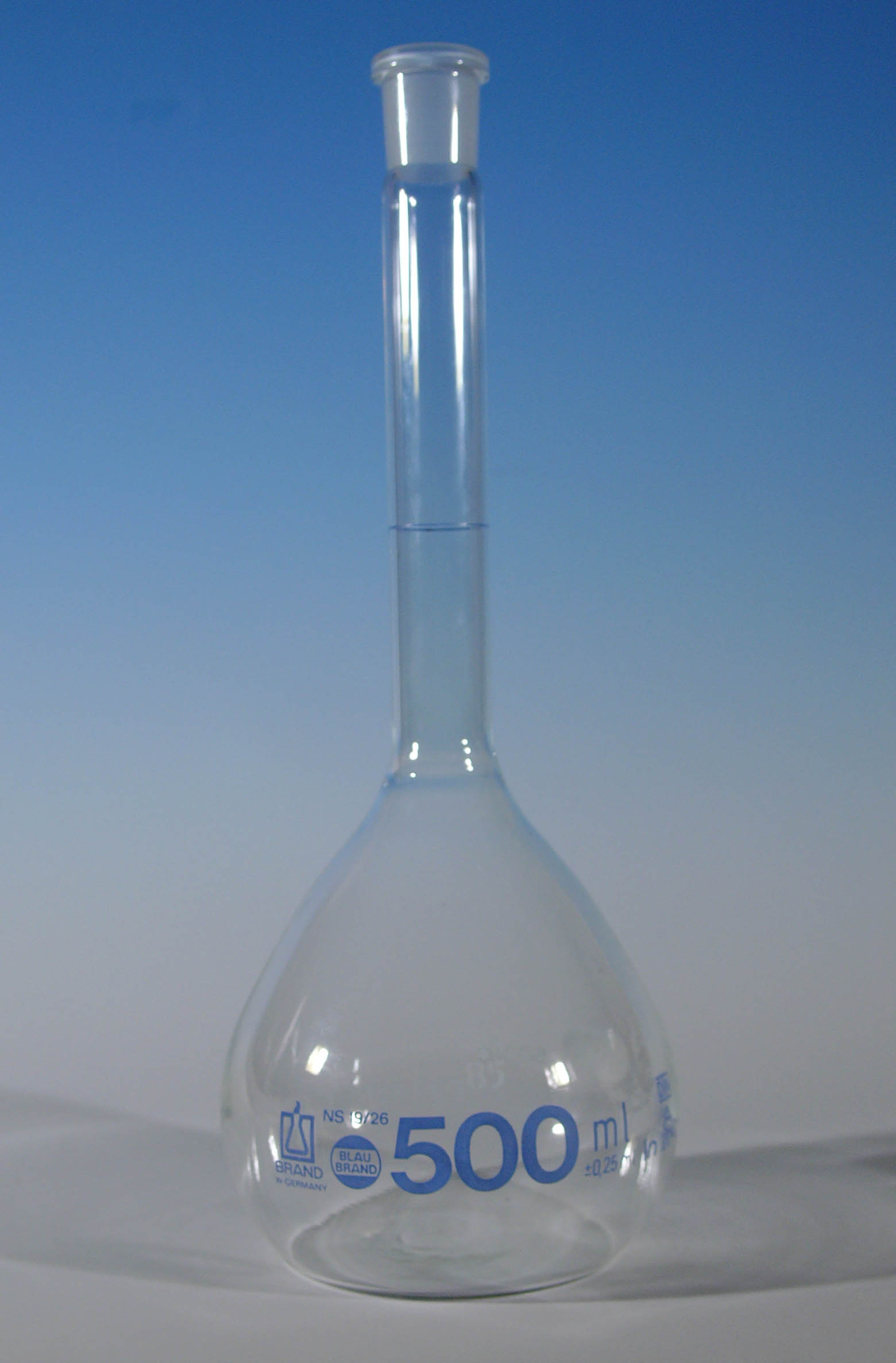
Kolba miarowa

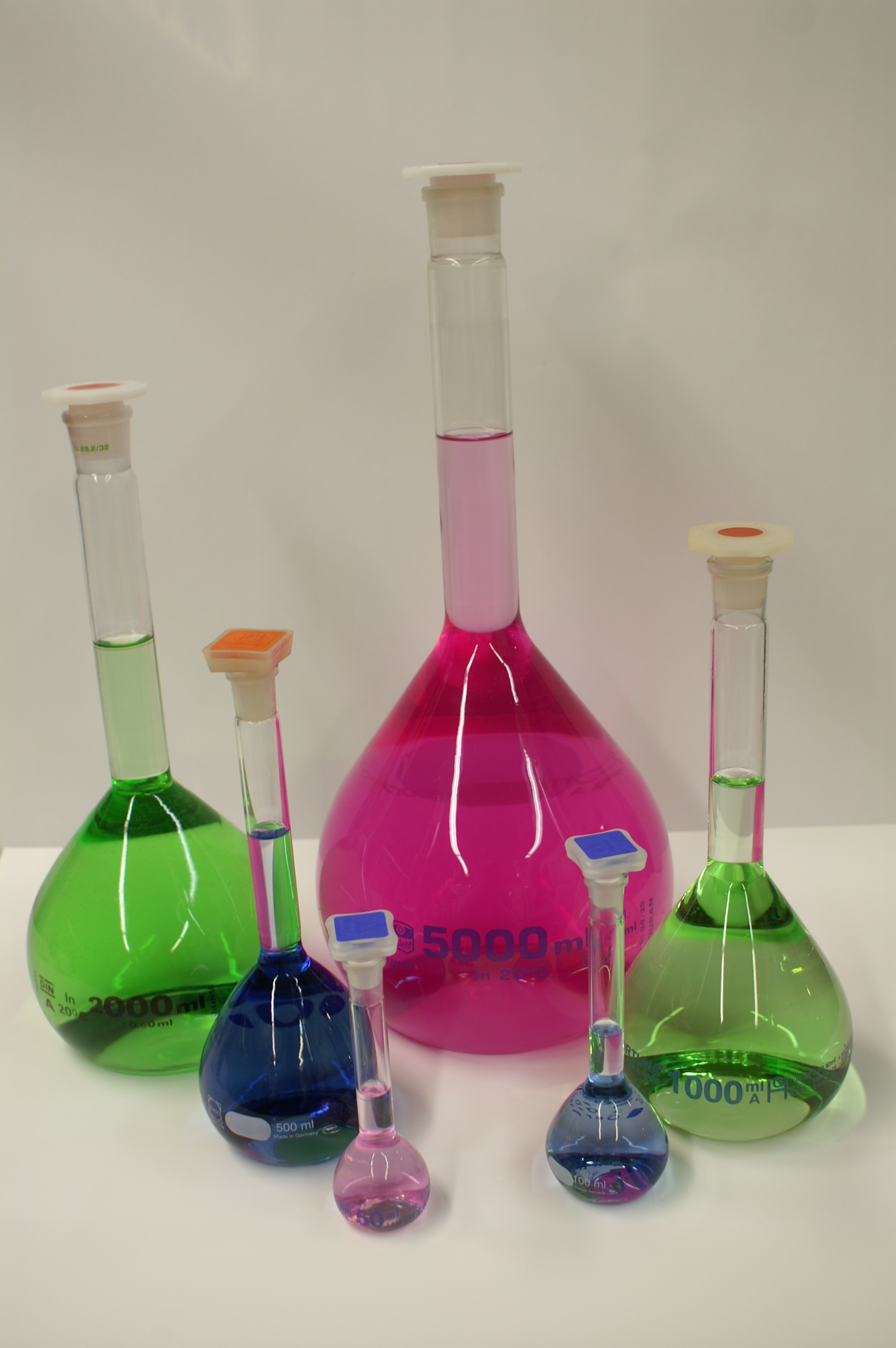
Kolby miarowe o różnej pojemności

Kolba miarowa – laboratoryjny sprzęt szklany. Jest to kolba stosowana w chemicznej analizie ilościowej do sporządzania roztworów mianowanych. Kolba posiada jedną kreskę zaznaczoną na długiej, wąskiej szyjce. Kreska ta oznacza miejsce, do którego należy napełnić kolbę aby uzyskać objętość na jaką jest wyskalowana kolba. Kolba miarowa jest skalowana na wlew (ang. "In") tzn., że dokładna wskazana objętość znajduje się wewnątrz kolby. Po wylaniu cieczy z naczynia objętość jest pomniejszona o część cieczy, która pozostała na ściankach. Roztwór z kolby pobiera się pipetą. Kolby miarowe zaopatrzone są u wylotu w szklany lub plastikowy korek.
Jak wszystkie szklane naczynia miarowe, kolby miarowej nie należy ogrzewać, myć gorąca wodą ani suszyć w suszarce gdyż może to spowodować trwałą zmianę pojemności.

## Przygotowanie roztworu w kolbie miarowej
Aby przygotować roztwór o konkretnym stężeniu do kolby wprowadza się dokładnie odważoną ilość substancji stałej lub ciekłej najczęściej przy pomocy lejka. Często wykorzystuje się przygotowane handlowo naważki umieszczone w szklanych lub plastikowych ampułkach (fiksanalach). Następnie niewielka ilością rozpuszczalnika, w którym roztwór ma być sporządzony przemywa się naczynko wagowe lub ampułkę, oraz lejek. Kolbę miarową zamyka się korkiem i miesza się do rozpuszczenia odważonej substancji w niewielkiej ilości rozpuszczalnika. Dopiero po całkowitym rozpuszczeniu substancji stałej dopełnia się rozpuszczalnikiem do kreski na kolbie zgodnie z odpowiednim meniskiem jaki tworzy dana ciecz. Po dopełnieniu do kreski należy dokładnie wymieszać zamkniętą kolbę obracając ją kilkanaście razy gdyż mieszanie w takim układzie jest utrudnione. Dopełniając kolbę do kreski należy wzrok mieć na wysokości kreski aby nie popełniać błędu paralaksy. 
Sporządzony roztwór nie jest jednak idealnie dokładny dla wszystkich substancji. Nie każda substancja bowiem daje się wystarczająco dokładnie odważyć np. ciecze, które są lotne, odparowują częściowo zanim zostaną przeniesione do kolby miarowej. Ponadto substancje mogą nie być chemicznie czyste, albo też mogą chłonąć wodę lub reagować z dwutlenkiem węgla z powietrza. W takich przypadkach najczęściej miano roztworu oznacza się przez miareczkowanie z roztworami substancji wzorcowych. Substancjami wzorcowymi są najczęściej węglan sodu (Na2CO3), bromian potasu (KBrO3) lub chlorek sodu (NaCl), które nie są higroskopijne i nie reagują z CO2.